# Сипхонг Онпхитак, Филипп
Филипп Сипхонг Онпхитак (30.09.1907 г., Таиланд — 16.12.1940 г., Сонгхон, Таиланд) — блаженный Римско-Католической Церкви, мученик.

## Биография
Филипп Сипхонг Онпхитак родился 30 сентября 1907 года в селении Нонсенг, Таиланд. Окончил католическую школу и позднее семинарию. Будучи катехизатором, занимался миссионерской деятельностью.
16 декабря 1940 года был арестован в Сонгхоне тайской полицией, обвинён в шпионаже в пользу Франции и в тот же день расстрелян с другими шестью верующими.
Его мощи были обнаружены в 1959 году.

## Прославление
22 декабря 1989 года Римский папа Иоанн Павел II причислил Филиппа Сипхонга Онпхитака к лику блаженных в составе группы семи таиландских мучеников.
День памяти в Католической Церкви — 16 декабря.